# Меган Мусніцькі
Меган Мусніцькі  (англ. Meghan Musnicki, 5 лютого 1983) — американська веслувальниця, олімпійська чемпіонка.

## Виступи на Олімпіадах
| Олімпіада           | Дисципліна | Місце |
| ------------------- | ---------- | ----- |
| Лондон 2012         | вісімки    | 1     |
| Ріо-де-Жанейро 2016 | вісімки    | 1     |
| Токіо 2020          | вісімки    | 4     |
| Париж 2024          | вісімки    | 5     |

## Зовнішні посилання
- Меган Мусніцькі на сайті World Rowing (англійська)
- Меган Мусніцькі на сайті Olympics.com (англійська)
- Меган Мусніцькі на сайті Olympedia (англійська)
- Меган Мусніцькі на сайті U.S. Olympic & Paralympic Committee (англійська)